# Thomas Heinrich von Huss

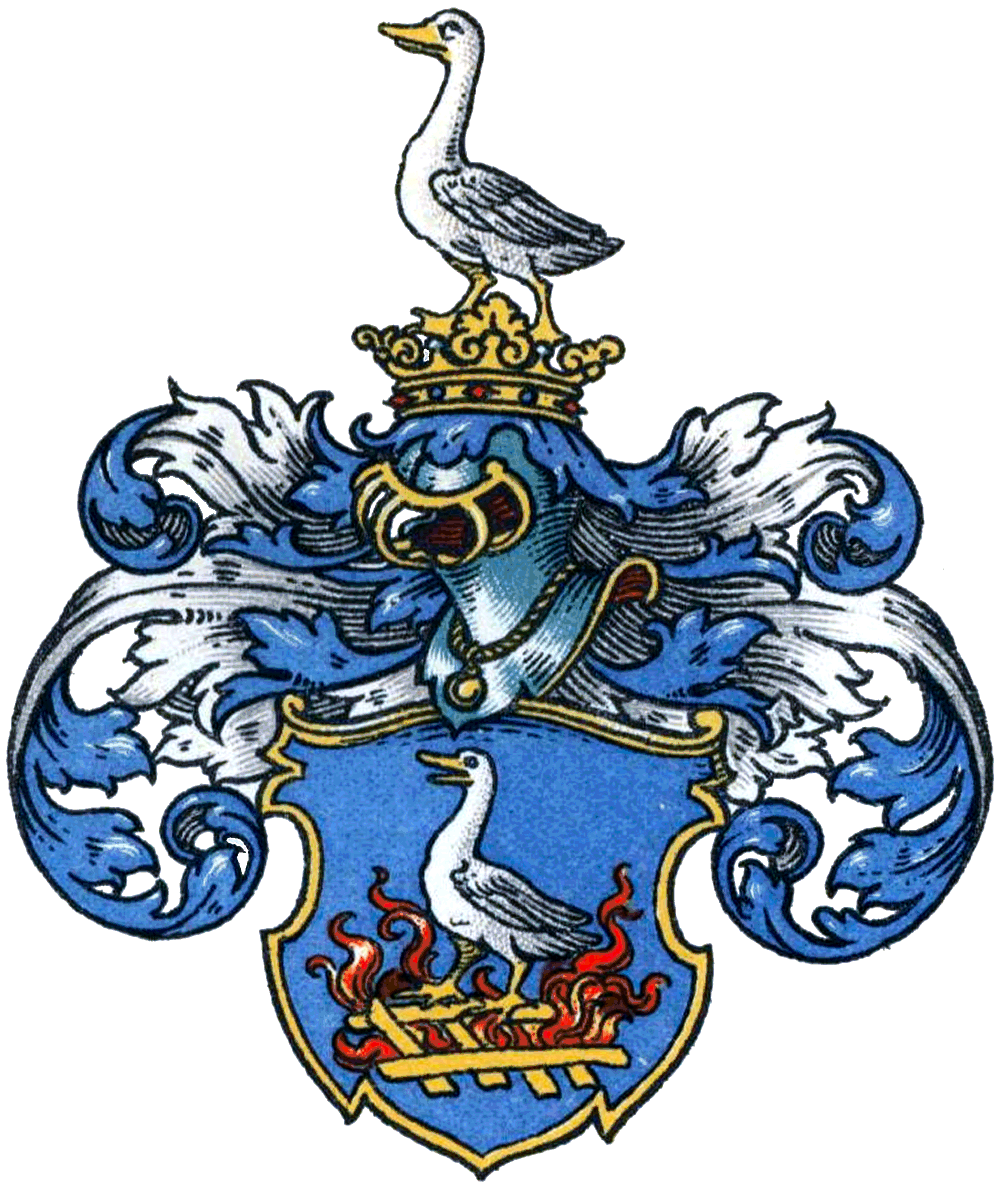
Wappen derer von Huss

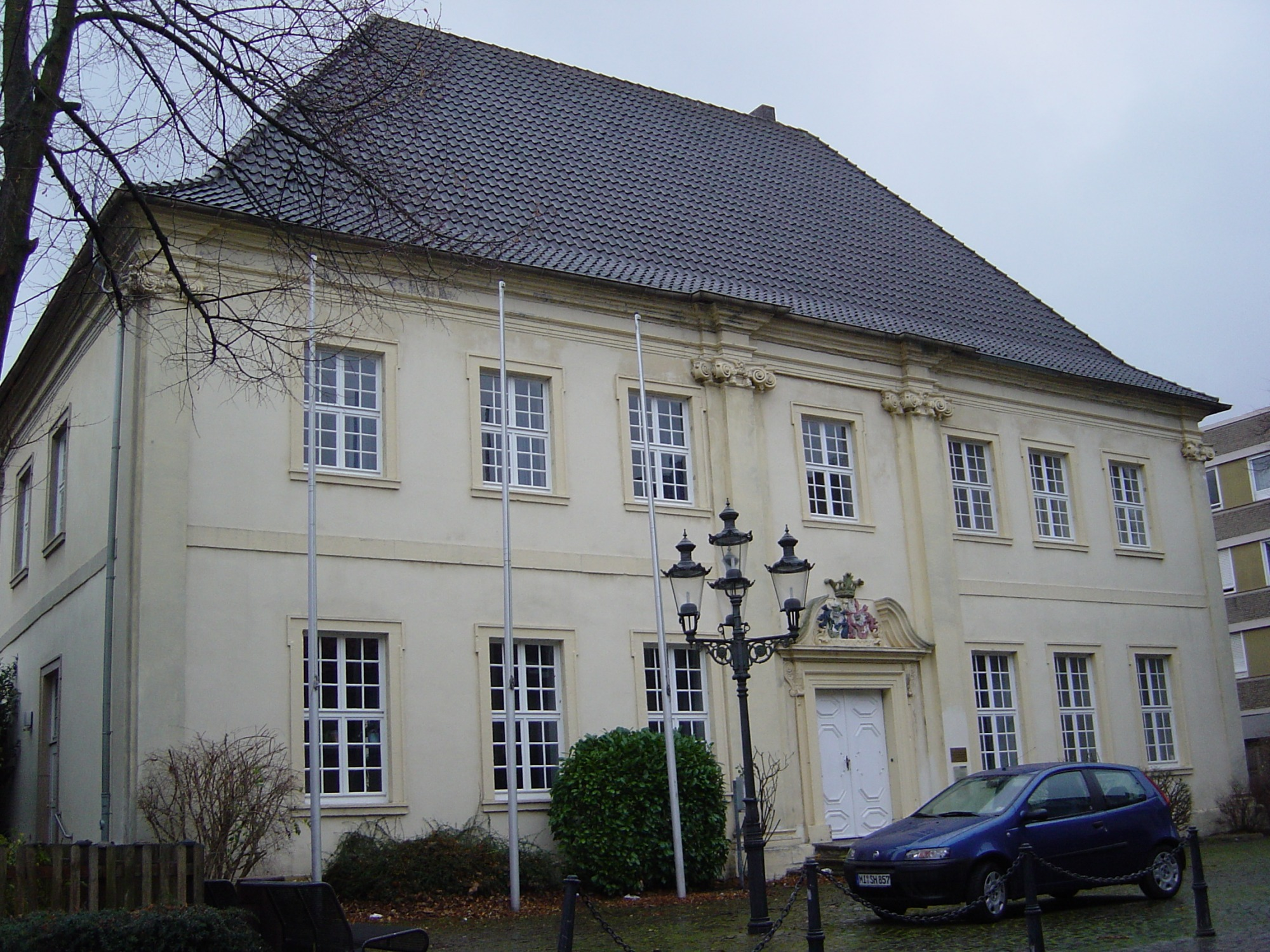
Mindener Stadtpalais, Pöttcherstraße 27; (1719–1775) bei der Familie

Thomas Heinrich von Huss (* 23. Februar 1704 in Minden; † 1. Juni 1774 ebd.) war ein minden-ravensbergischer Regierungsdirektor und Bürgermeister in der ostwestfälischen Stadt  Minden.

## Leben

### Herkunft und Familie
Thomas Heinrich von Huss war Angehöriger der preußischen Beamtenfamilie von Huss. Sein Vater Johann Helfrich (1652–1730), Regierungsrat in Minden, wurde gemeinsam mit seinen Brüdern Karl Adolf († 1743), Stadtpräsident in Magdeburg und Gustav Anton († 1727), Oberappellationsgerichtsrat in Berlin, 1702 in den preußischen Adelstand erhoben. Seine Mutter war Katharina Margaretha Hilmers († 1734).
Er heiratete 1728 Wilhelmina Culemann (1709–1733) und 1734 Charlotte Elisabeth Culemann (* 1703), Cousinen aus der Verwandtschaft von Rudolph Culemann (1705–1771). Aus erster Ehe sind drei, aus zweiter Ehe zwei Töchter bekannt.

### Werdegang
Thomas Heinrich von Huss besuchte 1718 das Pädagogium in Halle und ab Oktober 1720 die Universität Gießen immatrikuliert, setzte dann sein Studien in Halle und Utrecht fort. 1728 wurde er als Nachfolger seines Bruders zunächst Regierungsarchivar in Minden, dann Regierungsrat bei der Regierung des Fürstentum Minden und der Grafschaft Ravensberg bestallt. Weiterhin war er Konsistorialrat in Minden. Er war von 1730 als Nachfolger seines Schwiegervaters bis 1733 erster Bürgermeister in Minden und seit 1736 Geheimer Justizrat. Ebenfalls ab dem Jahr 1736 war er Mitglied des „mindischen Collegii sanitatis“, zuletzt dessen Direktor. 1737 wurde er Friedenskommissar in Minden und 1738 minden-ravensbergischer Regierungsdirektor. Seit dem Jahr 1740 bekleidete er auch die Stelle eines Grenzrates. 1741 in Duisburg bzw. 1742 in Gießen promovierte er zum Dr. jur. 1769 war Huss Mitglied des mindischen Kriminalkollegiums. Seine Erben verkaufen 1775 das Mindener Stadtpalais in der Pöttcherstraße 27 für 2.350 Reichstaler an Regierungspräsident Eberhard von der Recke (1744–1816).